# Ewa Pisiewicz
Ewa Halina Pisiewicz, z d. Rybak (ur. 7 maja 1962 w Lubartowie) – polska lekkoatletka, sprinterka, olimpijka z Seulu, mistrzyni i reprezentantka Polski, rekordzistka Polski w sztafecie 4 × 100 metrów oraz w biegach na 60 metrów i 200 metrów w hali.

## Kariera sportowa
Była zawodniczką Startu Lublin.
Reprezentowała Polskę na Igrzyskach Olimpijskich w 1988, gdzie zajęła 6. miejsce w sztafecie 4 × 100 metrów, z czasem 43,93 (z Jolantą Janotą, Joanną Smolarek i Agnieszką Siwek), w biegu na 100 metrów odpadła w eliminacjach, z wynikiem 11,84, halowych mistrzostwach Europy w 1986, zajmując 4. miejsce w biegu na 200 metrów, z wynikiem 23,63 (srebrny medal w tym biegu zdobyła Ewa Kasprzyk) oraz Pucharze Europy w 1985 zajmując 3. miejsce w sztafecie 4 × 100 metrów, z wynikiem 42,71 (nowy rekord Polski). W 1985 wystąpiła także w zawodach Pucharu świata, w reprezentacji Europy -  w sztafecie 4 × 100 metrów zajęła 3. miejsce, z wynikiem 43,38 (z Iwoną Pakułą, Ginką Zagorczewą i Ewą Kasprzyk).
Na mistrzostwach Polski seniorek wywalczyła 11 medali, w tym 4 złote (jeden złoty w biegu na 100 metrów w 1988, trzy złote w sztafecie 4 × 100 metrów (1985, 1987 i 1988) 4 srebrne (jeden srebrny na 200 metrów - w 1985, trzy srebrne w sztafecie 4 × 100 metrów – w 1980, 1982 i 1984) i 3 brązowe (w biegu na 100 metrów w 1987, w biegu na 200 metrów w 1985 i w sztafecie 4 × 100 metrów w 1981).
Na halowych mistrzostwach Polski seniorek zdobyła 6 medali, w tym 2 złote (w biegach na 60 metrów i 200 metrów w 1986) 3 srebrne (w biegu na 60 metrów w 1985 i 1988, w biegu na 200 metrów w 1985 i 1 brązowy w biegu na 200 metrów w 1988).
Była rekordzistką Polski w sztafecie 4 × 100 metrów (z Iwoną Pakułą, Ewą Kasprzyk i Elżbietą Tomczak), uzyskując 17 sierpnia 1985 na zawodach Pucharu Europy wynik 42,71 (rekord został poprawiony dopiero w 2010 roku).
31 stycznia 1986 poprawiła halowy rekord Polski w biegu na 60 metrów, uzyskując wynik 7,18 (poprzedni rekord należał od 1974 do Ireny Szewińskiej i wynosił 7,20). Rekord ten poprawiła dopiero w 2016 Ewa Swoboda, wynikiem 7,13.
2 lutego 1986 poprawiła halowy rekord Polski w biegu na 200 metrów, uzyskując wynik 22,81 (w 1988 wynik ten poprawiła Ewa Kasprzyk, uzyskując wynik 22,70)
Rekordy życiowe: 
- 100 m – 11,19 (24.06.1985)
- 200 m - 22.85 (25.08.1985), w hali 22,81 (2.02.1986)
- 60 m (hala) - 7,18 (31.01.1986)[7]